# مهرجان الطرب الغرناطي

ملصق المهرجان سنة 2008

مهرجان الطرب الغرناطي مهرجان لموسيقى الطرب الغرناطي، بمدينة وجدة ينضم خلال ربيع كل سنة، ويعتبر من أهم التظاهرات الفنية على صعيد الجهة الشرقية بالمغرب.
يعرف إقبالاً جماهيريا كبيرا متابعة متميزة من قبل عدد من المهتمين والدارسين لهذا الفن الأصيل.
و يسعى المهرجان إلى الحفاظ على التراث الفني الأصيل من خلال احتضان الأجواق المهتمة به، وتشجيع المواهب الشابة وذلك بتنظيم المسابقة الوطنية للإنشاد والعزف والنظم في فن الغرناطي لأقل من 18 سنة بالإضافة إلى خلق جسر للتواصل بين الفرق المغربية وتجارب من خارج الوطن من خلال استضافة فرق من الدول الشقيقة التي تهتم بهذا الطرب خاصة من إسبانيا والجزائر وكذلك بعض الأسماء المغربية التي تألقت بالمهجر في هذا المجال.